# 中国人民武装警察部队水电部队
中国人民武装警察部队水电部队（简称“武警水电部队”）是从事艰苦地区水电建设为主，必要时根据中央军委与武警总部的命令执行处置突发事件、维护社会稳定的武警专业警种部队。实行由武警总部和中华人民共和国水利部双重领导、管理的体制。2018年8月退出现役，转制为中央企业中国安能建设总公司，2019年5月28日正式更名为“中国安能建设集团有限公司”。

## 沿革
1950年夏，淮河流域发生水灾。1950年8月1日，中共安徽省委向中央发电报告水灾情况。毛泽东接此电报后，在电文上给中央人民政府政务院总理周恩来写了段批语：“令水利部限日做出导淮计划，送我一阅。此计划8月份务须作好，由政务院通过，秋初即开始动工。”1952年2月8日，中央军委根据毛泽东的指示，研究选调中国人民解放军部队治理淮河的事宜。经研究，最终选中中国人民解放军华东野战军步兵第90师，获得毛泽东同意。在此两个月前，中央已下达命令，准备调第90师参加抗美援朝战争，根据上级指示，第90师已集结待命。新的命令下达后，第90师改编成中国人民解放军水利一师、二师，投入治理淮河工作。
1955年春，根据中共中央、国务院指示，水电官兵就地转业为水电职工。此后，水电队伍日益出现人员数量多，更新慢，职工年龄偏大且许多是老弱病残，家属拖累重的现象。国家基本建设委员会研究后认为，必须采取兵役制，才能解决水电职工循环的问题。国家基本建设委员会向中央提交报告后，1966年3月30日，中央有关部门开会商量，会上认为必须将此事报告毛泽东。此时毛泽东正在长沙调研，叶剑英专程到长沙见毛泽东，将这支部队转业到地方后面临的问题及解决办法作了汇报。毛泽东表态同意后，中央转发了国家基本建设委员会的报告，决定中华人民共和国水利电力部成立中国人民解放军基本建设工程兵第4纵队整编办公室，负责整编和领导管理水利水电系统内的中国人民解放军基建工程兵部队。
1966年8月，中华人民共和国水利电力部在水利水电建设总局成立了中国人民解放军基本建设工程兵第4纵队整编办公室，水利电力部下属的四川水力发电工程局整编成为中国人民解放军基本建设工程兵第61支队。1966年8月1日，在四川省阿坝藏族自治州汶川县映秀湾水电站工地，正在这里施工的上万名水电干部职工脱下工作服、换上军装，成为“中国人民解放军基建工程兵第61支队”官兵。
1978年8月22日，国务院、中央军委下达命令，将中华人民共和国水利电力部第14工程局整编为中国人民解放军基本建设工程兵第63支队，承担万安水电站建设任务。万安水电站是“七五”期间重点工程建设项目。63支队下设6个大队，由陈曙光任支队长，刘志明任政治委员。为了加强对万安水电站建设的组织协调，江西省成立了万安水电建设工程指挥部，由刘俊秀（中共江西省委常委、江西省革命委员会副主任）任总指挥。后因资金困难，国家计委将万安水电站列入了缓建项目。1981年7月，国家计委同意万安水电站工程复工。1985年1月1日，水电部队正式转入中国人民武装警察部队序列，中国人民解放军基本建设工程兵第63支队改称中国人民武装警察部队水电二总队。1990年11月1日，万安水电站首台机组并网发电。1992年12月16日，万安水电站4台机组全部并网发电。
1982年8月19日，国务院、中央军委决定撤销中国人民解放军基本建设工程兵。其中的水电部队因为在国家能源重点项目中“承担着一般民用工程施工队伍难以承担的任务”而被保留下来。1985年1月1日，水电部队正式转入中国人民武装警察部队序列。
1999年2月，国务院、中央军委决定，将水电部队正式划归中国人民武装警察部队总部统一领导管理。2009年7月1日，经国务院、中央军委批准，水电部队正式被纳入国家应急救援力量体系。2010年5月，国务院、中央军委任命中华人民共和国水利部部长陈雷兼任武警水电指挥部第一政治委员、党委第一书记，中华人民共和国交通运输部部长李盛霖兼任武警交通指挥部第一政治委员、党委第一书记，武警水电、交通部队实行双重领导体制。
截至2008年，水电部队已完成大中型水利、水电工程50多项，其中水电部队独立完成的电站总装机容量600多万千瓦，参与建设的三峡工程、龙滩水电站等装机容量达数千万千瓦。
2018年8月，根据中共中央印发的《深化党和国家机构改革方案》，武警水电部队转为非现役专业队伍，所属官兵集体转业，可继续使用中国安能建设总公司名称，由国务院国有资产监督管理委员会管理。2019年5月28日，经中共中央、国务院批准，中国安能建设总公司更名为“中国安能建设集团有限公司”。

## 编制

### 武警水电指挥部
武警水电部队指挥机构为设在北京的武警水电指挥部，正军级建制。武警水电部队共建成大中型水电站20多座(总装机容量260多万kW)、架设高压线路150多km、修建公路750多km。著名工程有：天生桥二级、天生桥一级、西藏羊卓雍湖抽水蓄能电站、长江三峡永久船闸和潘家口水利枢纽、万安水电站。

### 武警水电一总队
辖第1、2、3、12支队。前身为中国人民解放军基本建设工程兵第六十一支队。总队部驻广西南宁市。主建天生桥一级，二级电站等大型水利工程设施。

### 武警水电二总队
辖第7、8、9、10支队。总队部驻江西省南昌市井冈山大道445号。现有人员6000余人，其中技术人员655人，有高级职称的58人，中级职称的178人。固定资产1.6亿元。建设了陈村水电站、纪村水电站、佛子岭水库、峡口水电站，参与施工的有三门峡水电站隧洞混凝土衬砌、白龙江水电站隧洞工程、龙羊峡水电站坝基开挖和厂房工程，及万安水电站、良浅水电站。武警水电二总队厦门工程指挥所于1990年12月正式进驻厦门经济特区，10多年来，先后承担了海沧嵩屿电厂、海沧污水处理厂、高殿自来水厂、18号排洪沟整治等30余项工程施工任务，参加了抗击1999年14号强台风及厦门地区抢险救灾战斗，多次义务执行地方政府和人民派给的公差勤务。
- 2002年6月6日，经中央军委、总参谋部批准，驻常州原武警水电九支队正式更名为武警水电五支队。
- 武警水电十支队，驻成都市温江区。是武警水电部队中唯一从事大中型水电站机电设备安装与调试、金属结构制作与安装的技术专业部队。承担了西藏日喀则地区江孜县满拉水利枢纽工程、普兰电站建设任务。
- 武警水电第八支队，由原武警水电二总队厦门工程指挥所与原武警水电第八支队2002年12月10日合编而成。

### 武警水电三总队
武警水电三总队新址位于成都温江区永宁镇，是为西藏羊湖抽水蓄能电站建设的需要，经国务院、中央军委批准，从其他兄弟单位抽调骨干于1991年5月22日正式成立，国家一级施工企业，辖第11、12、13、14支队。前期骨干人员多参加过万安、潘家口、天生桥、引滦入津等水利水电工程的建设，还承担了二滩、向家坝、桐子林等大中型水电站的地质勘探工作，以及西藏羊湖抽水蓄能电站、查龙水电站、沃卡河一级水电站、满拉水利枢纽工程和新疆引额济克工程建设任务。

### 武警水电三峡工程指挥部
组建于1993年7月，经国务院、中央军委1997年7月批准正式成为师级建制单位，驻湖北省宜昌市八河口。在三峡工程建设中，主要承担双线五级永久船闸一期工程和二期地面工程的建设任务。同时，还担负了三峡坝区15.28km2范围内建设期间的警卫消防任务。其现有施工人员2500余人，各类技术干部400余人，其中具有高、中级职称的200余人，专业技术警士500余人。

### 武警水电学校
武警水电学校驻柳州。

## 指挥部历任领导
| 主任 1. 贺 毅 武警少将（1985年1月—1996年11月） 2. 周大兵 武警少将（1998年2月—1999年6月，代理） 3. 陈方枢 武警少将（1999年6月—2005年5月） 4. 李光强 武警少将（2005年5月—2011年6月） 5. 岳 曦 武警少将（2011年6月—2012年12月31日） 司令员 1. 岳 曦 武警少将（2013年1月1日—2018年） | 第一政治委员 （中华人民共和国水利部部长兼） 1. 陈 雷（2010年5月—2018年） | 政治委员 1. 陆佑楣（1985年1月—1993年8月，中华人民共和国水利电力部副部长兼） 2. 汪恕诚（1993年8月—1998年3月，中华人民共和国水利部副部长兼） 3. 刘 源 武警少将（1992年5月—1995年10月，第二政治委员兼副主任；1995年10月—1998年9月） 4. 徐国武 武警少将（1999年2月—2003年1月） 5. 吴云峰 武警少将（2003年1月—2007年12月） 6. 贾方亮 武警少将（2008年2月—2009年10月） 7. 韦秀锁 武警少将（2009年10月—2012年10月） 8. 胡汉武 武警少将（2012年10月—2016年5月） 9. 唐 晓 武警少将（2016年5月—2018年） |

| 副主任 - 崔 军 武警少将（1985年11月—1996年11月8日） - 汪成杰 武警少将（1985年11月—1994年9月24日；1994年9月24日—1997年12月，第一副主任） - 刘 源 武警少将（1992年10月—1995年10月，第二政治委员兼） - 陈方枢 武警少将（1994年9月24日—1999年6月，兼后勤部部长） - 周大兵 武警大校（1997年1月—1998年2月） - 杨进国 武警少将（1997年1月—1998年2月） - 李光强 武警少将（1999年7月—2002年1月；2002年1月—2005年5月，兼参谋长） - 张志瑞 武警少将（1999年9月—2003年1月） - 马玉长 武警少将（2002年1月—2005年7月） - 范德铭 武警少将（2003年1月—2008年12月） - 刘殿长 武警大校（2005年10月—2006年6月） - 岳 曦 武警少将（2007年1月至2011年6月） - 刘松林 武警少将（2008年7月—2012年12月31日） - 李 贵（2011年6月—2012年12月31日） 副司令员 - 刘松林 武警少将（2013年1月1日—3月） - 李 贵 武警少将（2013年1月1日—2018年） - 马青春 武警大校（2013年2月—12月） - 岳爱生 武警少将（2013年2月—2015年） - 杨全刚 武警少将（2015年—） | 副政治委员 - 孙华锋 武警少将（1985年11月—1990年6月，兼政治部主任） - 杨进国 武警少将（1998年2月—1999年7月，兼政治部主任；1999年7月至2000年8月） - 郭从工 武警少将（2000年12月—2007年1月） - 张去北 武警少将（2002年8月—2005年10月，兼武警水电三峡工程指挥部政治委员；2005年10月至2007年7月） - 刘殿长 武警少将（2007年6月—2009年2月） - 程跃进 武警少将（2009年—？） - 林 卿 武警少将（2011年12月—2013年12月） - 董汉民 武警少将（2014年—） - 赵献津 武警少将（2015年—） |

| 参谋长 1. 崔 军（1985年1月—1990年3月，副主任兼） 2. 谷安彪 武警少将（1999年7月—？） 3. 李光强 武警少将（2002年1月—2004年12月，副主任兼） 4. 于英洲 武警少将（2004年12月—？） 5. 冯光远 武警少将（2011年1月—2018年） 副参谋长 - 郭连启（1990年1月—1992年1月） - 虞敷平（1995年1月—1999年9月） - 江小华（1991年9月—1999年9月） - 范德铭（1999年9月—2003年1月） - 冉贤厚（1999年9月—？） - 黄继征（？—2004年6月） - 程恩华（？—？） - 张传发（？—？） - 周光奉（？—2006年12月） | 政治部主任 1. 孙华锋 武警少将（1985年3月—1990年3月，副政治委员兼） 2. 李克忠 武警少将（1990年3月—1998年2月） 3. 杨进国 武警少将（1998年3月—1999年7月，副政治委员兼） 4. 郭从工 武警大校（1999年7月—2000年8月） 5. 段映东 武警少将（2000年8月—？） 6. 范 凌 武警少将（？—？） 政治部副主任 - 李克忠（1985年10月—1990年3月） - 张进才（1996年9月—1998年5月） - 郭从工（1996年9月—1999年7月） - 杨晓南（1998年3月—2000年12月） - 张去北（1998年5月—？） - 孟繁富（1999年9月—2000年12月） - 关明生（2000年11月—2004年6月） - 张连臣（？—？） - 刘 刚（2004年6月—？） |

后勤部部长
1. 汪成杰（1985年1月—？，副主任兼）
2. 陈方枢（1994年9月24日—1999年6月，副主任兼）
3. 李　贵（？—2011年6月）[16]

后勤部副部长